# Seigneurie de Bethsan
La seigneurie de Bethsan est un des fiefs du royaume de Jérusalem.

## Histoire
La ville de Bethsan fut prise par Tancrède de Hauteville en 1099, mais ne fut pas rattachée à la principauté de Galilée, car elle fut incluse au domaine royal en 1101. En 1120, le roi de Jérusalem donna la ville et les terres voisines à Adam de Béthune qui en fut le premier seigneur. Il fut définitivement conquis par Saladin en 1187.

## Géographie
Situé dans la vallée du Jourdain, au sud du lac de Tibériade.

## Féodalité
Suzerain : le roi de Jérusalem

## Liste des seigneurs
- c. 1120-c. 1129 : Adam Ier de Bethsan
- c. 1129-av. 1161 : Adam II de Bethsan
- av. 1161-ap. 1174 : Gramand Ier de Bethsan
  - marié à Marguerite Brisebarre
- ap. 1174-av. 1179 : Adam III de Bethsan
  - marié à Helvis de Milly
- av. 1179-1187 : Gramand II de Bethsan
  - marié à Julienne de Soissons puis Agnès Embriaco
- 1187 et après : conquête par les musulmans